# Rose Frisch
Pour les articles homonymes, voir Frisch.
Rose Epstein Frisch (1918 -2015), est une scientifique américaine, dans le domaine de la fertilité et du développement humain, dont les travaux ont permis la découverte de la leptine.

## Vie personnelle
Elle était l'épouse de David H. Frisch, physicien du Projet Manhattan.